# WestJet
WestJet är ett kanadensiskt lågprisflygbolag startat år 1996. Flygbolaget flyger till 89 destinationer i Europa, Nordamerika, Centralamerika och Karibien. Flygbolaget flyger med 115 flygplan av typerna Boeing 737 och Bombardier Dash 8. . Med 18,5 miljoner passagerare 2013 är man det näst största flygbolaget i Kanada efter Air Canada. 

## Historik
WestJet bildades år 1996 med linjer mellan Vancouver, Kelowna, Calgary, Edmonton och Winnipeg. För dessa linjer använde bolaget tre Boeing 737-200 och man hade då 225 anställda. Under senare år har linjenätet ökas kraftigt. Bolagets marknadsandel i Kanada har växt kraftigt med åren. År 2000 stod WestJet bara för 7% av flygningarna i Kanda, år 2009 var den siffran uppe i 38%. 